# Zidni gladuš
Zidni gladuš (lat. Drabella muralis, sin. Draba muralis), jednogodišnja ili dvogodišnja biljka iz porodice krstašica. Po nekima pripada rodu gladuša (Draba), a po drugim jedina je u vlastitom rodu Drabella. 
Rasprostranena je po Europi od Skandinavije do Sredozemlja (uključujući Maroko, Alžir i Tursku), nadalje na Kavkazu, Krimu i otoci Madeira. U Nizozemsku i Poljsku je uvezena.

## Sinonimi
- Crucifera capselloides E.H.L.Krause; Sturm, Fl. Deutschland, ed. 2, 6: 61 (1902), nom. illeg.
- Draba muralis f. major Bolzon; Bull. Soc. Bot. Ital. 1911: 57 (1911)
- Draba muralis f. minor Bolzon; Bull. Soc. Bot. Ital. 1911: 57 (1911)
- Draba muralis L.; Sp. Pl. 642 (1753)
- Draba muralis var. intermedia H.Mart.; 111 (1817)
- Draba nemorosa All.; Fl. Pedem. 1: 244 (1785), nom. illeg.
- Draba ramosa Gaterau; Descr. Pl. Montauban 114 (1789)
- Drabella columnae Bubani; Fl. Pyrenees. 3: 200 (1901)